# Rödnäbbad oxhackare
Rödnäbbad oxhackare (Buphagus erythrorynchus) är en av två arter oxhackare inom ordningen tättingar, afrikanska fåglar kända för att leva av parasiter som de plockar från däggdjur.

## Kännetecken

### Utseende
Rödnäbbad oxhackare är en ungefär 20 centimeter lång brunaktig fågel med helröd kraftig näbb och gul ögonring runt röda ögon. Den är brungrå på huvud, hals, vingar och stjärt medan undersidan är blekgul. Ungfåglarna har brun näbb och grå ögonring. Den liknande gulnäbbade oxhackaren har tvåfärgad gulröd näbb, blek övergump och saknar den gula ögonringen.

### Läten
Lätet är ett "trik-quisss", medan hanens sång består av mjuka läten uppblandat med visslingar och drillar.

## Utbredning och systematik
Fågeln förekommer på savann i östra och södra Afrika. Vid ett tillfälle har den påträffats i Jemen: 5 april 1998. Den behandlas som monotypisk, det vill säga att den inte delas in i några underarter. Hybridisering förekommer med gulnäbbad oxhackare i Zambia i allt större utsträckning.

### Familjetillhörighet
Oxhackarna är nära släkt med stararna (Sturnidae) och placerades tidigare i den familjen. DNA-studier visar dock att de är systergrupp till härmtrastar (Mimidae) och starar tillsammans. De lyfts därför idag ut till en egen familj, Buphagidae, för att undvika att slå ihop starar och härmtrastar till en enda familj.

## Levnadssätt
Rödnäbbad oxhackare hittas på savann och i jordbruksbygd upp till 3000 meters höjd, med enstaka träd för nattvila och häckning. Fågeln tillbringar nästan hela sin vakna tid på ryggen på stora däggdjur, både vilda och domesticerade, där den livnär sig av parasiter, flugor och död hud, ibland även blod från ett sår. Arten är stannfågel med endast små och lokala rörelser.

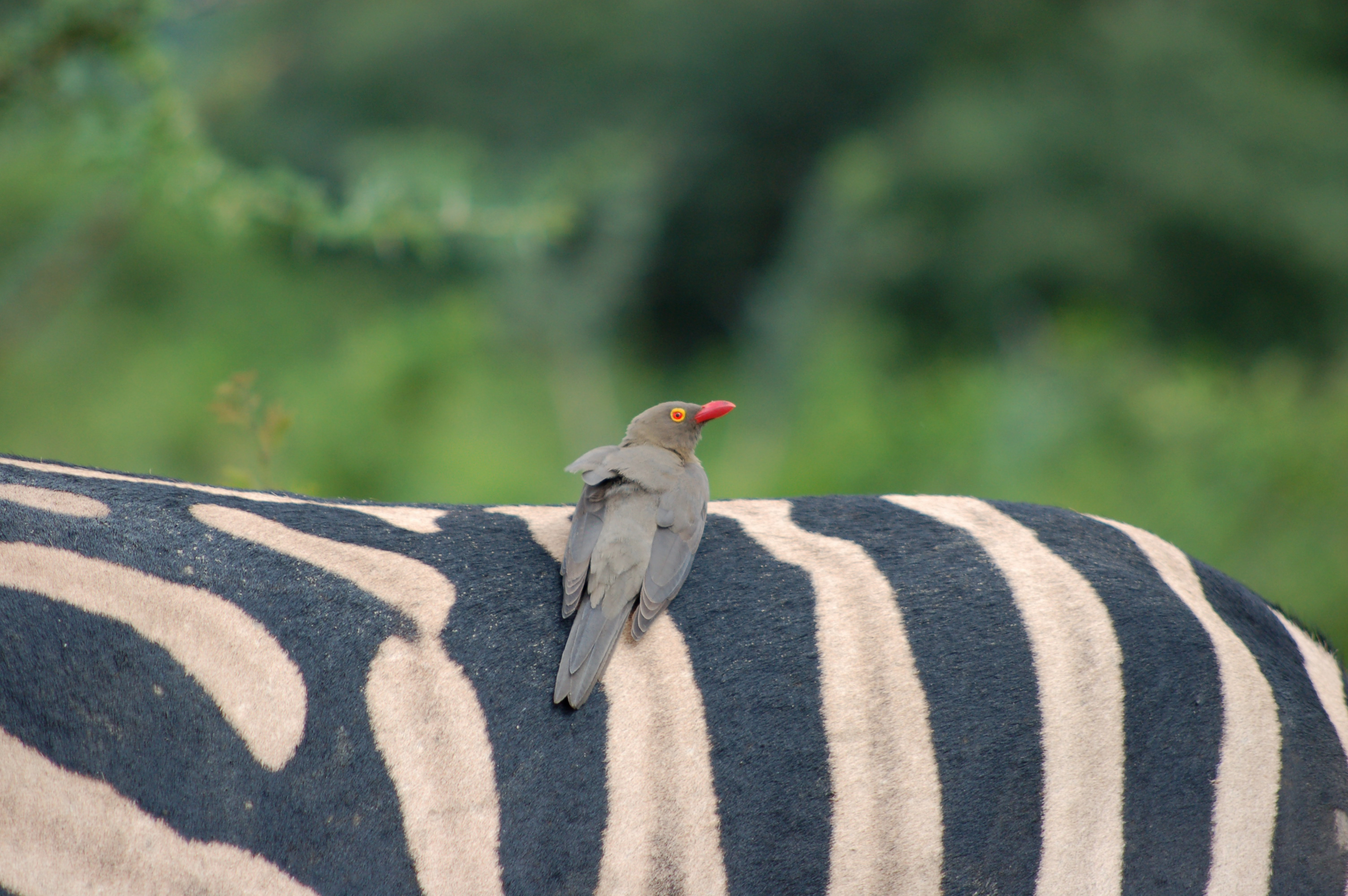
Rödnäbbad oxhackare på zebra i reservatet Hluhluwe-Umfolozi i Sydafrika.
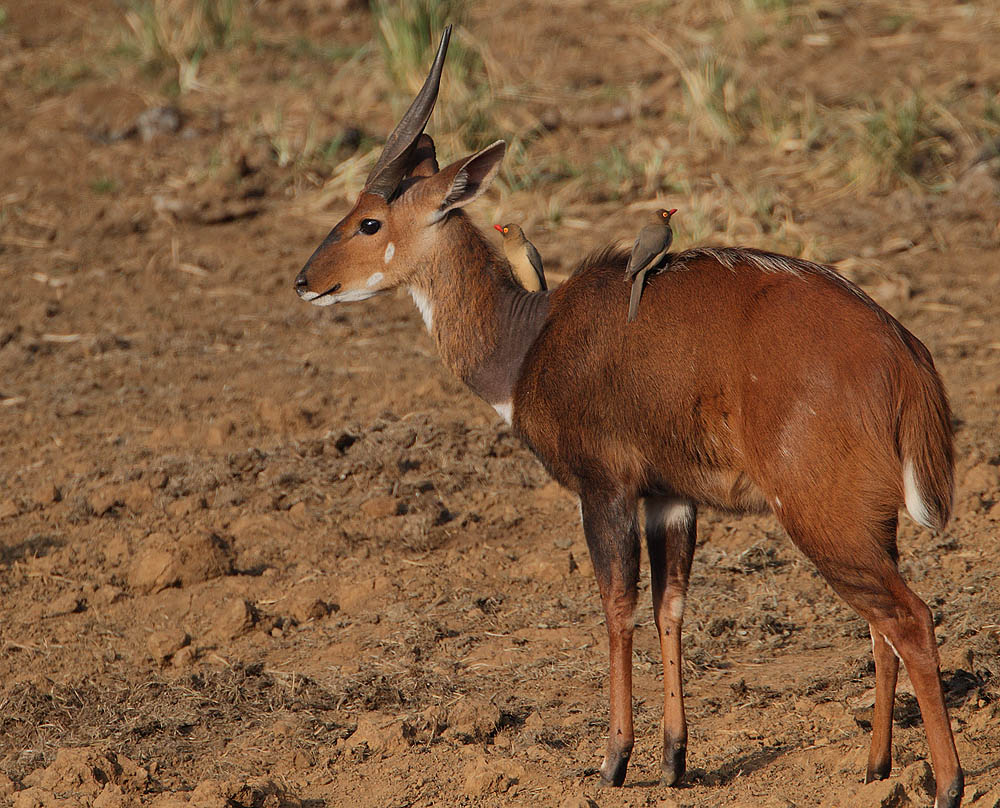
Buskbock med två rödnäbbade oxhackare i Kenya.
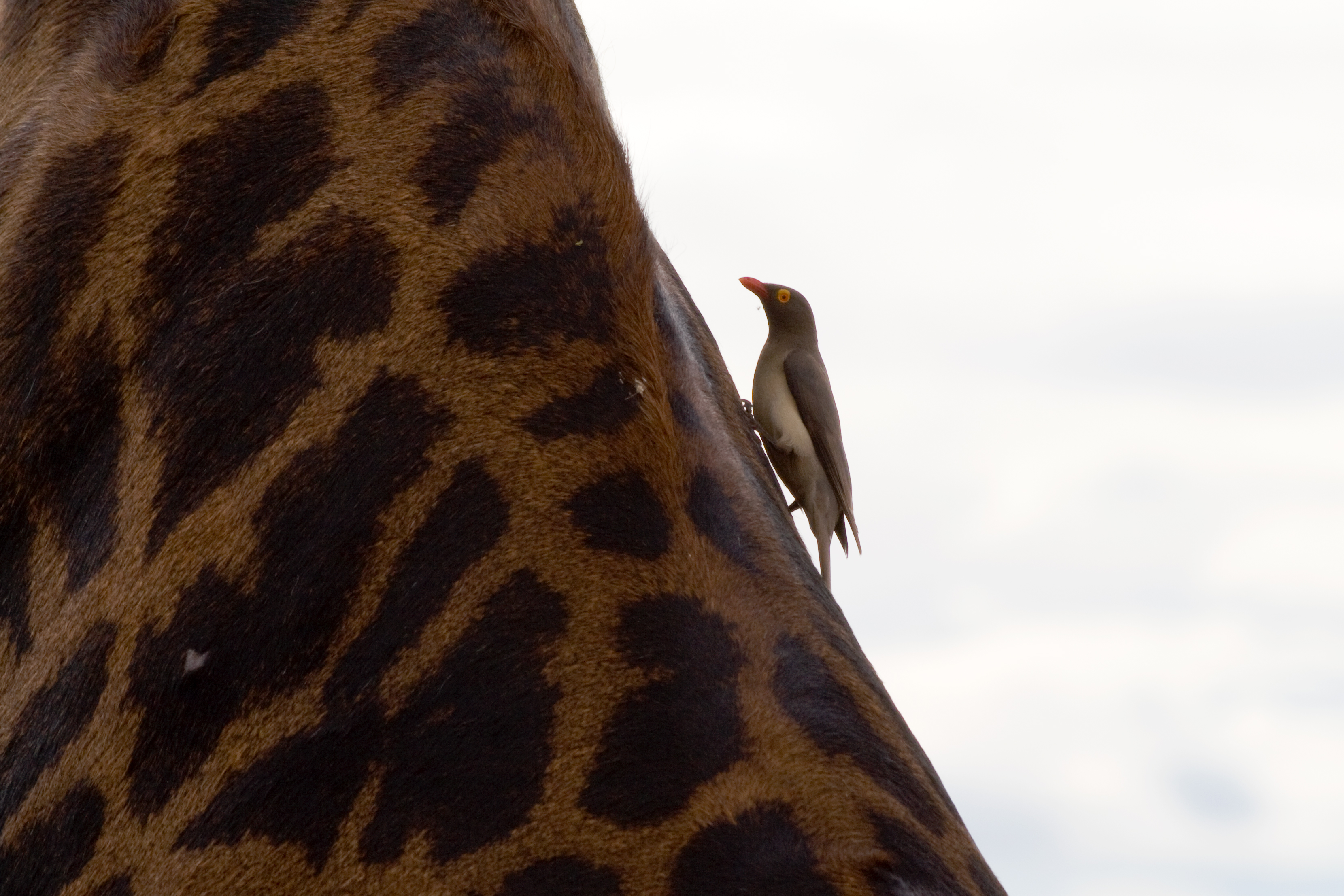
Giraff med rödnäbbad oxhackare i Serengeti nationalpark i Tanzania.
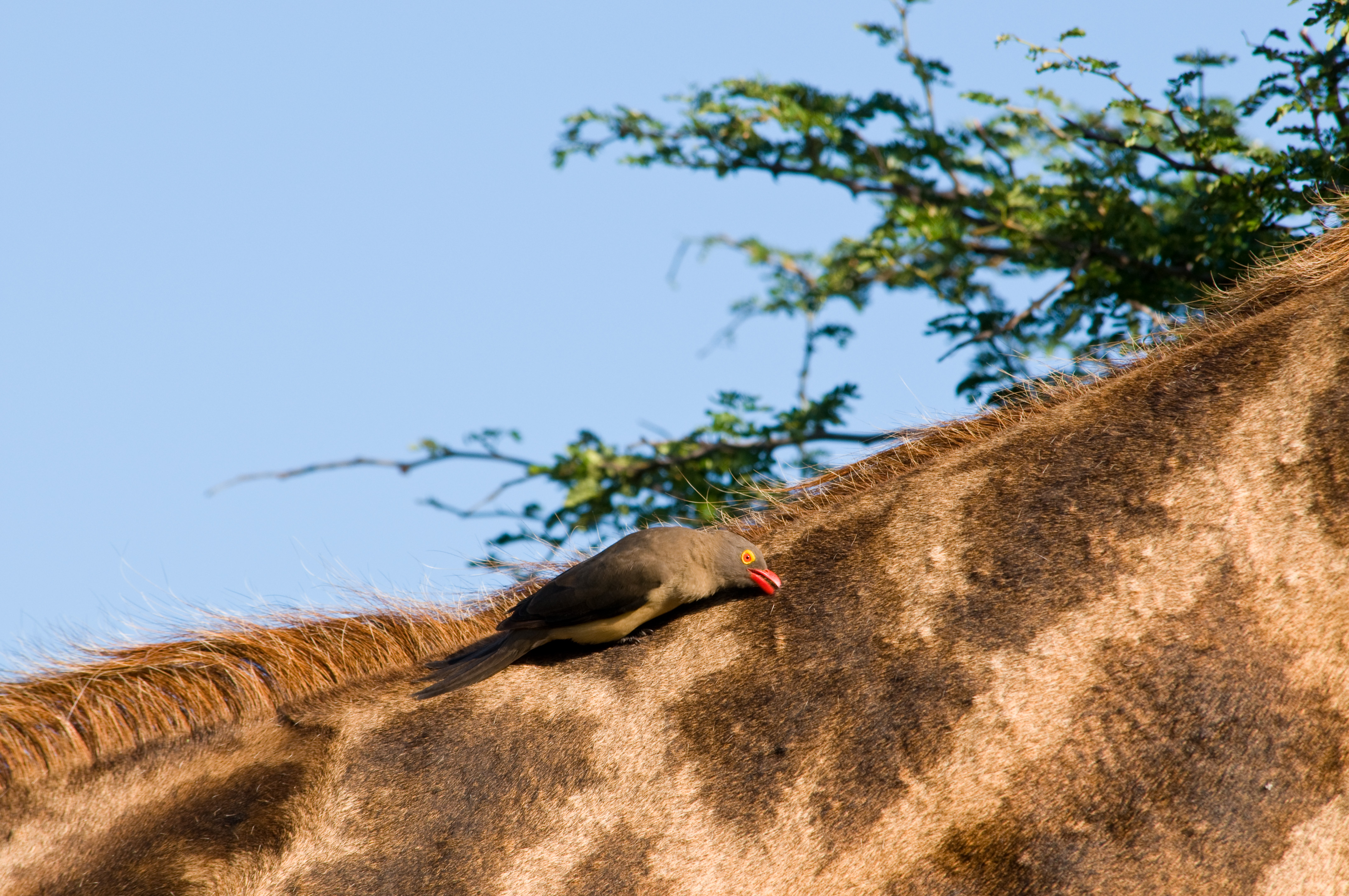
Rödnäbbad oxhackare på giraff Krugerparken i Sydafrika.

### Häckning
Fågeln häckar vanligen efter regn då den bygger ett bo som fodras med djurhår och placeras i ett trädhål. Däri lägger den två till fem ägg. Oxhackare häckar kooperativt, på så vis att det häckande paret får assistans av flera medhjälpare med att mata ungarna.

## Status och hot
Arten har ett stort utbredningsområde och en stor population, men tros minska i antal, dock inte tillräckligt kraftigt för att den ska betraktas som hotad. Internationella naturvårdsunionen IUCN kategoriserar därför arten som livskraftig (LC). Världspopulationen har inte uppskattats men den beskrivs som lokalt vanlig.